# 冨士田吉次
冨士田 吉次（ふじた きちじ）は、江戸長唄唄方の名跡。冨士田吉治と表記する場合もある。

## 初代
（正徳4年（1714年）? - 明和8年3月29日（1771年5月13日））
俳名・楓江。江戸乗物町伏見屋の色子として、その主人の初代都太夫和中から一中節を学ぶ。その後歌舞伎役者・佐野川萬菊の弟子となり、佐野川千蔵を名乗る、歌舞伎時代は若衆形から若女形になる。宝暦7年（1757年）11月に一中節太夫になり、2代目都太夫和中を襲名。宝暦9年（1759年）ふじ田吉次郎を名乗り、長唄唄方に転向、宝暦10年（1760年）に藤田吉次の名で立唄に昇進、宝暦12年（1762年）冨士田吉次、ついで吉治と改名。大薩摩、常磐津浄瑠璃との掛け合い、唄浄瑠璃の創始などに業績を残し、「鷺娘」「吉原雀」などを作曲、長唄史上に功績を残した。

## 2代目
（弘化2年10月7日（1845年11月6日） - 大正8年（1919年）4月19日）本名は上松吉兵衛。
甲斐国甲府（現在の山梨県）の生まれ、父は常磐津節の常磐津音羽太夫。3代目松永和楓や岡安源次郎に師事。初名は岡安小源次、上京し松永鉄十郎の名で鳥越の中村座、新富座、明治座等に出勤。5代目富士田千蔵から許可を得て1899年に6代目千蔵を襲名し立唄となる。1904年ごろに途絶えていた2代目吉次を襲名。
実の子が5代目富士田音蔵、3代目吉次。

## 3代目
（明治10年（1877年）8月11日 - 昭和25年（1950年）6月11日）本名は上松たね。
東京府牛込神楽町（現・東京都新宿区神楽坂）出身。2代目吉次の娘。2代目没後まもなく襲名。

## 4代目
（明治40年（1907年）11月20日 - 昭和52年（1977年）3月10日）本名は上松須寿子。
7代目千蔵の妻。1965年に4代目吉次を襲名。